# Dřevčice (Dubá)
Dřevčice (německy Sebitsch) jsou vesnice, administrativní část města Dubá v okrese Česká Lípa v Libereckém kraji. Nachází se asi 5,3 kilometru severozápadně od Dubé. Vesnice se nachází v katastrálním území Dřevčice s rozlohou 9,21 km², ve kterém stojí také ves Sušice.

## Název
Název vesnice je odvozen z osobního jména Dřevík ve významu ves lidí Dřevíkových. V historických pramenech se objevuje ve tvarech: Drzyewysicz (1363), Drzewiczicz (1370), Drzewczycz (1376), Drziewyssicz (1381), Drziewczicz (1384), Drzyewiczye (1390), Drziewczy (1402), Drzewiczicze (1454), na Drzewijcziczjch (1542), Drzewiczicze ( 1546), „w Držewicziczych“ (1575), Držiewcžicze (1654), Sebitsch (1787), Seebitsch a Dřewautice (1833) a Dřevčice nebo Sebitsch (1854).

## Historie

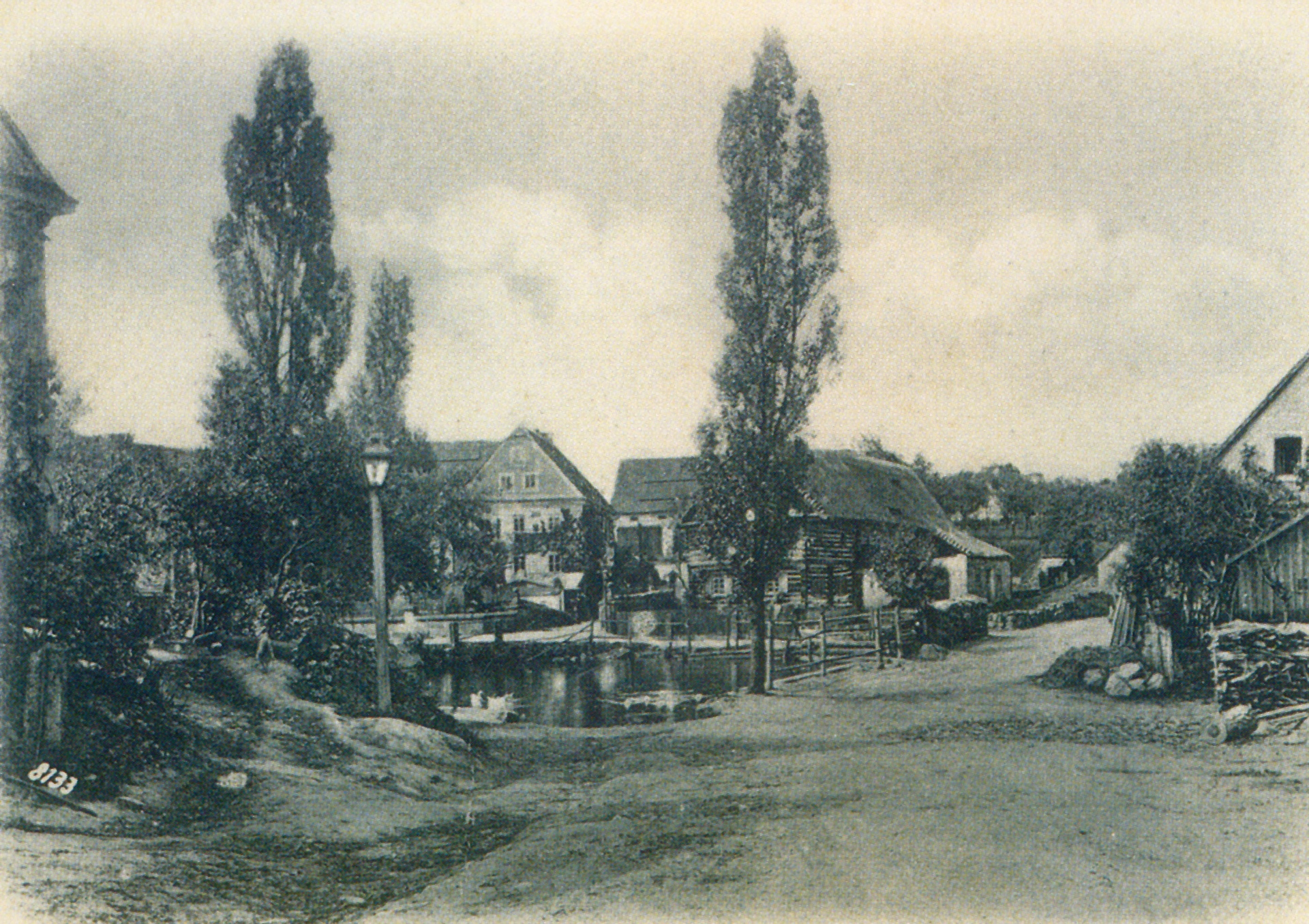
Původní náves s rybníkem (1901)

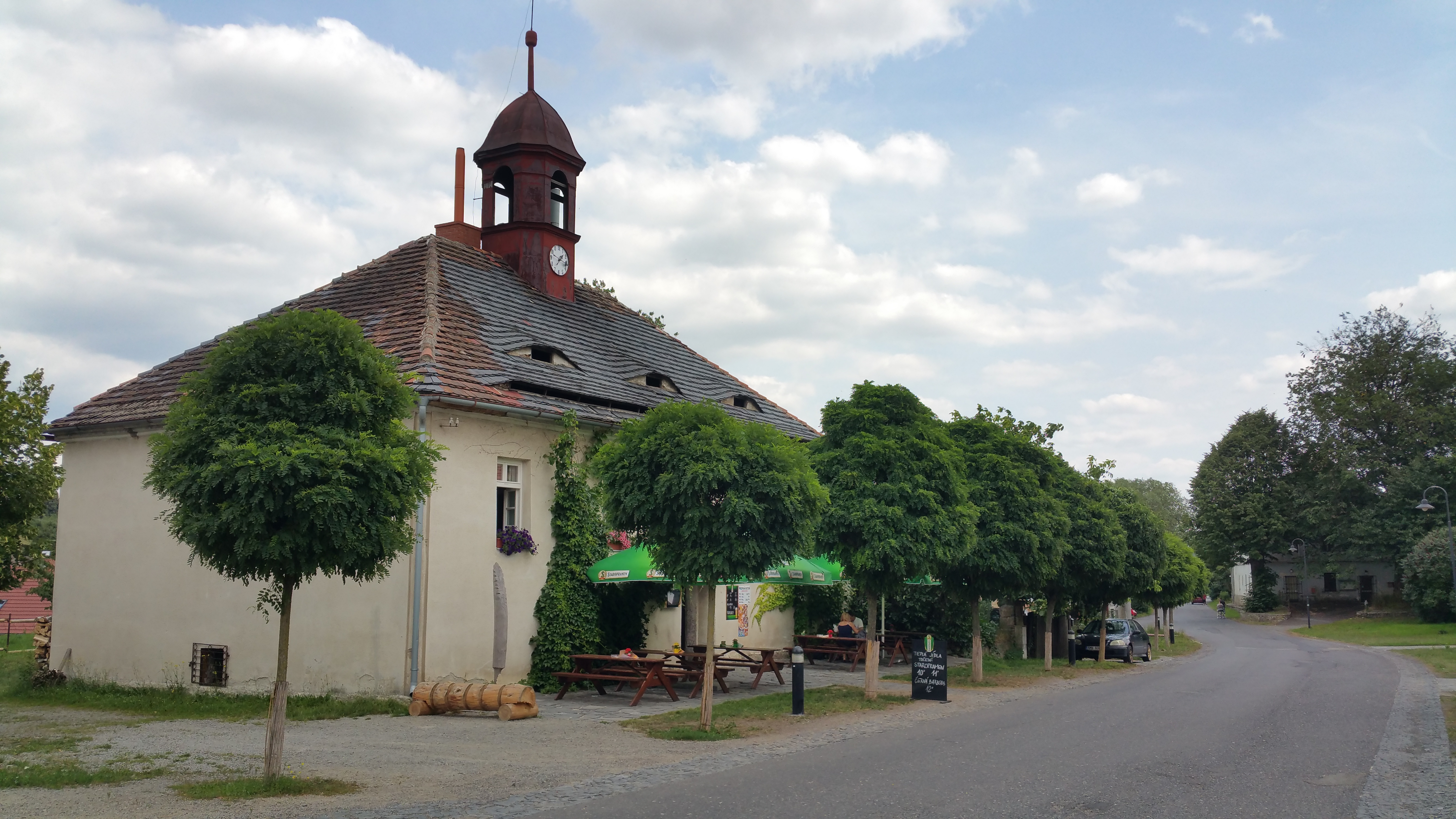
Budova staré školy s věžičkou

První písemná zmínka o Dřevčicích pochází z roku 1363, kdy na zdejší tvrzi sídlil Soběhrd z Dřevčic. Od roku 1365 mu patřila také tvrz v Drchlavě. Dřevčická tvrz byla v té době opuštěna a zanikla. Vesnici po Soběhrdově smrti v roce 1384 získal Hynek Berka z Dubé.
Časem se ves dostala do majetku pražského arcibiskupství a byla připojena dle dochovaných zpráv z roku 1390 do panství Helfenburk. V roce 1402 byla v panství u Chudého hrádku a tedy ve vlastnictví Berků z Dubé. I v dalších letech se její vlastníci měnili, v 19. století ves patřila k panství Rybnov (dnes část Holan) a také k Novému Zámku (zámek Zahrádky).
V roce 1848 vesnici postihl velký požár, který zničil většinu místních domů. Po této katastrofě dal úřad novozámeckého panství ještě téhož roku v obci postavit novou školu. Byla jednotřídní, chodilo do ní 75 žáků z Dřevčic a Heřmánek. Později byla přestavěna, původní fasádu se nepodařilo zachovat.
Dřívější svažitá náves s rybníčkem již dnes není celistvá, neboť byla zastavěna několika domy. Současným centrem vesnice je prostranství před hostincem na hlavní silnici. Rybníček na návsi sloužil pro napájení dobytka i jako požární nádrž. Kvůli nedostatku vody byla roku 1909 postavena v Dolském údolí vodárna, odkud byl položen dva kilometry dlouhý vodovod.
Památkově chráněná budova školy s věžičkou slouží jako hostinec. Nová, patrová budova školy se nachází na protější straně silnice. Škola byla v školním roce 1977/1978 zrušena. Děti od té doby dojíždějí do Dubé. Ve vsi je řada stavení lidové architektury včetně klasicistních zděných jednopatrových budov.
V sousedství staré školy byla otevřena soukromá bylinková zahrada Levandule s více než 80 druhy léčivých bylin ve vyvýšených záhonech. U domu jsou dvě jezírka. Pro zájemce jsou pořádány procházky s výkladem, bylinkové kurzy a výukové programy pro školy či mateřské školky.
V katastrálním území Dřevčice stojí také osady Poustka (0,4 km severovýchodně, německy Pauska, pozůstatek zaniklé vsi Pačkova) a Máselník (0,5 km jihozápadně, německy Butterberg).

## Přírodní poměry

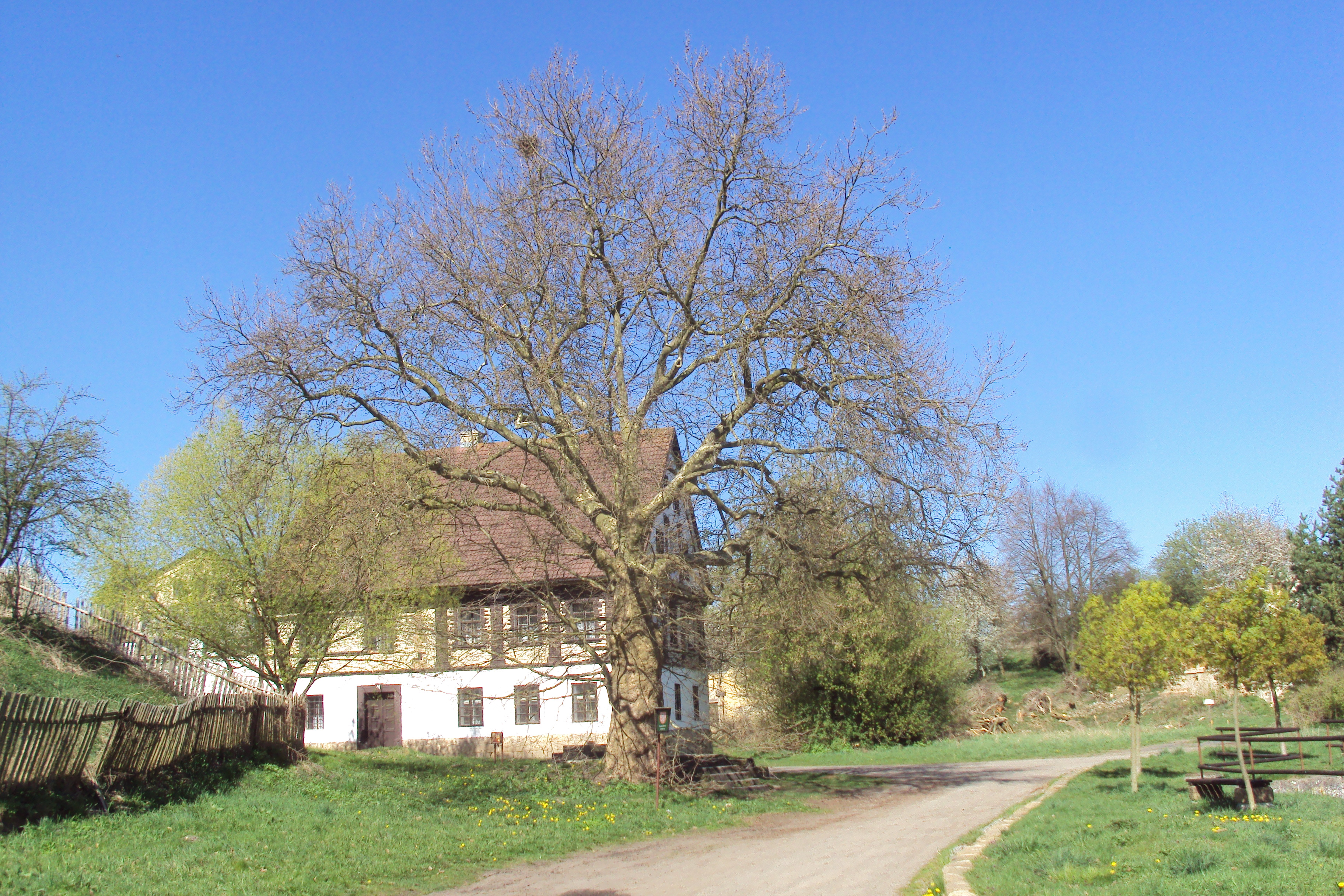
Chráněný platan na návsi

U požární nádrže roste patnáct metrů vysoký památný strom, platan javorolistý, stáří je zhruba 150 let. Zhruba 2,5 km západně od vsi je přírodní památka Martinské stěny, vyhlášená roku 2002. V Dřevčicích začíná v roce 2010zrekonstruovaná turistická stezka Čertova rokle vedená Dolským údolím. Lesy ČR zde obnovily studánky (Čertova a Rasova), řadu mostků a povalové chodníky. Silnice z Dubé do Holan tvoří hranici chráněné krajinné oblasti Kokořínsko – Máchův kraj, kam spadá část obce, ležící jižně od silnice. Katastr Dřevčic se zároveň překrývá s územím evropsky významné lokality Roverské skály.

## Obyvatelstvo
Při sčítání lidu v roce 1921 ve vsi žilo 367 obyvatel (z toho 167 mužů) německé národnosti. Většinou se hlásili k římskokatolické církvi, ale tři byli evangelíky a jeden člověk patřil k nezjišťovaným církvím. Podle sčítání lidu z roku 1930 měla vesnice 349 obyvatel: tři Čechoslováky, 344 Němců a dva cizince. Kromě tří evangelíků a dvou lidí bez vyznání byli římskými katolíky.
| Rok            | 1869 | 1880 | 1890 | 1900 | 1910 | 1921 | 1930 | 1950 | 1961 | 1970 | 1980 | 1991 | 2001 | 2011 | 2021 |
| -------------- | ---- | ---- | ---- | ---- | ---- | ---- | ---- | ---- | ---- | ---- | ---- | ---- | ---- | ---- | ---- |
| Počet obyvatel | 371  | 345  | 350  | 358  | 300  | 320  | 349  | 118  | 116  | 214  | 164  | 138  | 136  | 102  | 98   |
| Počet domů     | 64   | 64   | 66   | 64   | 59   | 59   | 58   | 46   | 43   | 32   | 20   | 43   | 47   | 50   | 50   |

## Doprava
Dřevčice leží na silnici vedoucí z Dubé severně do Holan, po které vede také cyklotrasa 211. Přes vesnici prochází zeleně značená turistická trasa z Tuhaně do Holan. V blízkém okolí nevede žádná železniční trať. Na hlavní silnici naproti hostinci se nachází autobusová zastávka Dubá,Dřevčice.

## Pamětihodnosti
- Asi dva kilometry severně od vesnice se v Dolském údolí nachází zřícenina hradu Chudý hrádek. Pod zříceninou stával Dolský mlýn (Gründelmühle) s rybníkem. Zbytky hráze jsou ještě v terénu patrné.
- Budova bývalé školy (čp. 42)
- Usedlost čp. 4